# Ray Bradbury

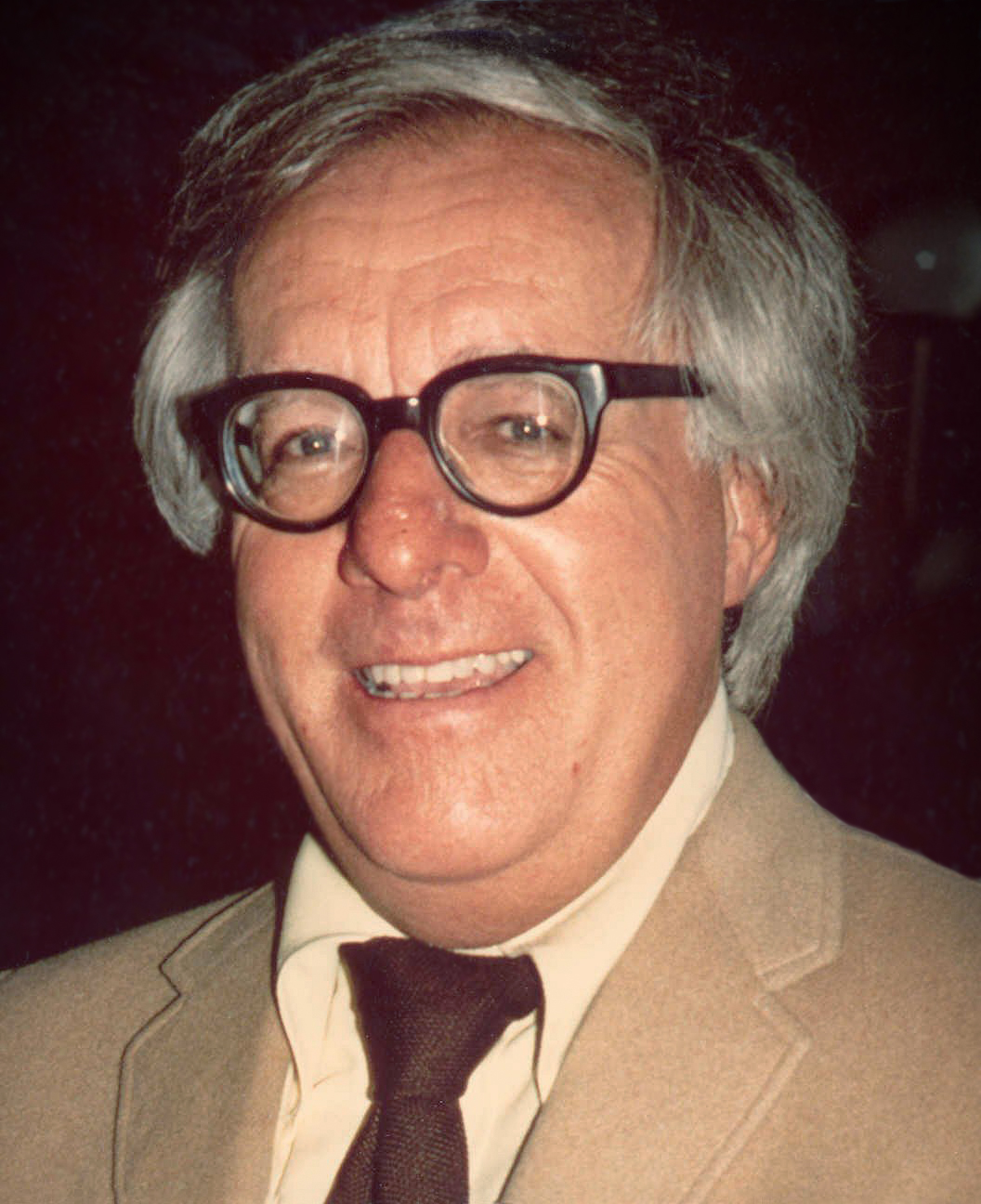
Ray Bradbury (1975)

Ray Douglas Bradbury (* 22. August 1920 in Waukegan, Illinois; † 5. Juni 2012 in Los Angeles) war ein US-amerikanischer Schriftsteller und Drehbuchautor, zu dessen Schwerpunkten Science-Fiction, Horror und Phantastik zählten.

## Leben
Ray Bradbury wurde 1920 in Waukegan in Illinois als Sohn von Leonard Spaulding Bradbury und der Schwedin Esther Marie Moberg geboren. 1934 zog seine Familie nach Los Angeles. Bereits in seiner Schulzeit wurde sein Schreibtalent erkannt, und er trat 1937 in die „Los Angeles Science Fiction League“ und den „Poetry Club“ ein. 1938 erfolgte sein schulischer Abschluss an der Los Angeles High School. Im selben Jahr veröffentlichte Bradbury in der Zeitschrift Imagination! seine erste Erzählung.

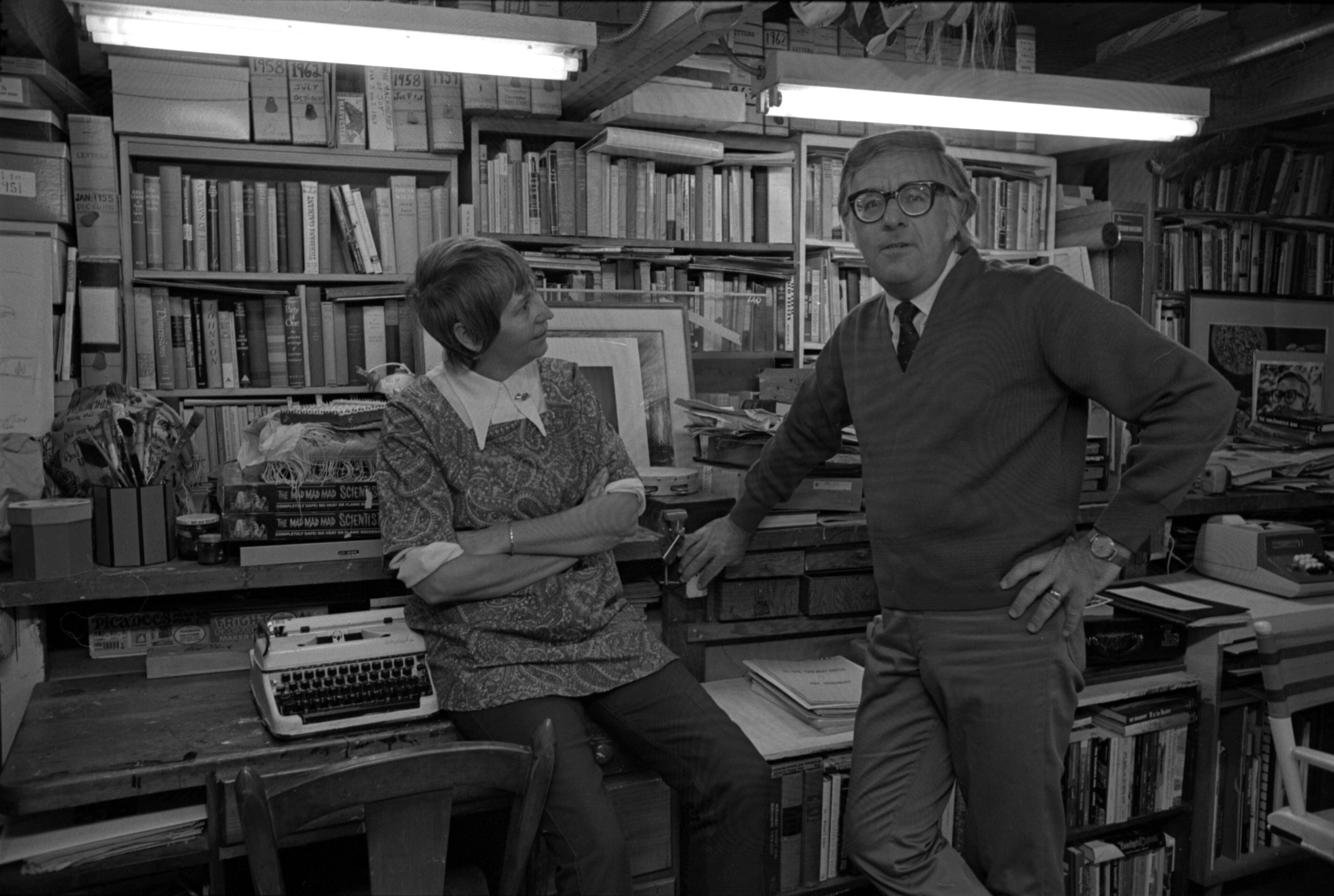
Bradbury mit seiner Frau Marguerite „Maggie“ McClure (1970)

Bradbury entlieh regelmäßig Bücher aus der Bibliothek und war in dieser frühen Phase von Science-Fiction-Helden wie Flash Gordon und Buck Rogers beeindruckt. Als seine Kurzgeschichten sich als erfolgreich herausstellten, schlug er die Laufbahn eines freien Schriftstellers ein und schrieb zunächst für Zeitungen und Zeitschriften.
Im Jahr 1947 heiratete er Marguerite McClure (1922–2003), mit der er vier Töchter bekam, und veröffentlichte sein erstes Buch.
Der literarische Durchbruch gelang Bradbury mit der 1950 veröffentlichten Erzählung Die Mars-Chroniken. Dieses sozialkritische Werk, in dem es um die Kolonialisierung des Planeten Mars geht, reflektiert die Ängste der US-Amerikaner in den 1950er Jahren. Sein berühmtester Roman Fahrenheit 451 (1953) gehört zu den prominentesten Dystopien des 20. Jahrhunderts.
Bradbury war eng befreundet mit dem Trickfilmspezialisten Ray Harryhausen und dem durch das fantastische Kinogenre bekanntgewordenen Schauspieler Christopher Lee.

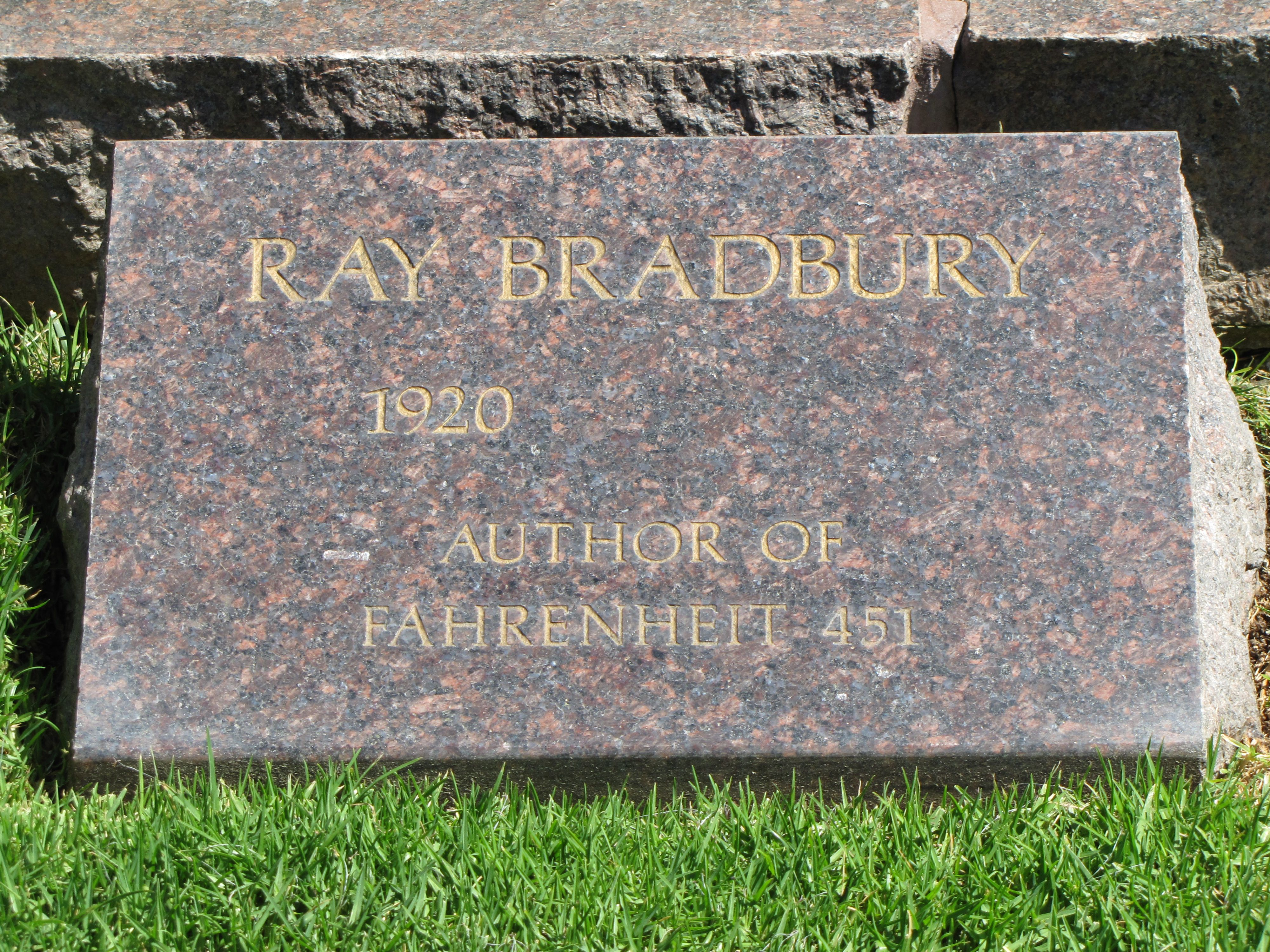
Grabstein von Ray Bradbury (2012), noch ohne Todesjahr

Aufgrund seiner positiven Jugenderfahrungen mit Büchern und Büchereien engagierte sich Bradbury auch noch im hohen Alter für die Erhaltung öffentlicher Bibliotheken, speziell für die Ventura County Public Libraries, zum Beispiel durch Fundraising-Veranstaltungen und regelmäßige Gespräche mit Kindern in Bibliotheken.
Neben seiner Arbeit als Schriftsteller war er auch an Spielfilmen und Fernsehserien beteiligt, teilweise unter den Pseudonymen William Elliott und Douglas Spaulding. Weitere von ihm verwendete Pseudonyme sind Edward Banks, D.R. Banat, Leonard Douglas, Leonard Spaulding und Brett Sterling.
Ray Bradbury hat selbst die Grabstelle auf dem Westwood Village Memorial Park Cemetery in Los Angeles ausgesucht, auf die er schon vor seinem Ableben einen Stein setzen ließ. Der Stein trägt die Inschrift „Author of Fahrenheit 451“.

## Auszeichnungen
- 1946 Best American Short Story für The Big Black and White Game
- 1947 O.-Henry-Preis für Homecoming
- 1948 Best American Short Story
- 1948 O.-Henry-Preis für Powerhouse
- 1952 Best American Short Story
- 1954 Benjamin Franklin Magazine Award
- 1954 Hugo Award für Fahrenheit 451 (verliehen 2004!)
- 1963 Oscar-Nominierung für den Animationsfilm Icarus Montgolfier Wright
- 1966 Forry Award
- 1967 Aviation-Space Writer’s Association Award in der Kategorie „Best Space Article“
- 1971 Seiun Award für The Poems in der Kategorie „Foreign Short Story“
- 1972 Seiun Award für The Blue Bottle in der Kategorie „Foreign Short Story“
- 1973 Seiun Award für The Black Ferris in der Kategorie „Foreign Short Story“
- 1977 World Fantasy Award für sein Lebenswerk
- 1979 Balrog Award in der Kategorie „Poet“
- 1980 Gandalf Award in der Kategorie „Grand Master of Fantasy“
- 1984 Prometheus Award für Fahrenheit 451 (Hall of Fame)
- 1989 SFWA Grand Master Award
- 1989 Bram Stoker Award für das Lebenswerk
- 1989 Interzone Readers Poll in der Kategorie „All-Time Best Sf Author“
- 1994 Emmy für das Drehbuch zu The Halloween Tree
- 1996 First Fandom Hall of Fame Award
- 1998 International Horror Guild Award in der Kategorie „Living Legend Award“
- 1999 Aufnahme in die Science Fiction Hall of Fame
- 1999 George Pal Memorial Award
- 2000 National Book Foundation Medal
- 2001 World Horror Grandmaster
- 2002 Geffen Award für Fahrenheit 451 in der Kategorie „Sf Book“
- 2002 Bram Stoker Award für die Sammlung One More for the Road
- 2002 Stern auf dem Hollywood Walk of Fame
- 2004 Retro Hugo Award für Fahrenheit 451 als bester Roman
- 2007 besondere Ehrung für das Lebenswerk im Rahmen der Pulitzer-Preis-Verleihung
- 2008 Eaton Award in der Kategorie „Lifetime Achievement in Science Fiction“
- 2008 Rhysling Award (Grand Master Award)
- 2019 Retro Hugo Award 1944 für R Is for Rocket (auch: King of the Gray Spaces) als Best Short Story (Beste Kurzgeschichte)
- 2012 First Fandom Hall of Fame Award
- 2014 Retro Hugo Award als bester Fan-Autor
- 2016 Retro Hugo Award als bester Fan-Autor
- 2016 Retro Hugo Award für Futuria Fantasia – 1940 als bestes Fanzine
- 2019 Retro Hugo Award für King of the Gray Spaces als beste Kurzgeschichte

Außerdem wurde 2000 der Asteroid (9766) Bradbury nach ihm benannt.

## Bibliografie
Untenstehende Kurzbibliografie enthält nur die in deutscher Übersetzung erschienenen Romane und Erzählbände. Eine ausführliche Bibliografie einschließlich der Kurzgeschichten findet sich im Hauptartikel.
Romane
- The Martian Chronicles. 1950.
  - Deutsch: Mars-Chroniken. Übersetzt von Thomas Schlück. Marion von Schröder (Science Fiction & Fantastica), 1972, ISBN 3-547-71505-9. Auch als: Die Mars-Chroniken. Übersetzt von Thomas Schlück. Heyne Science Fiction & Fantasy #3410, 1974, ISBN 3-453-30280-X.
- Fahrenheit 451. 1953.
  - Deutsch: Fahrenheit 451. Übersetzt von Fritz Güttinger. Arche, 1955, DNB 57249159X.
  - Neuübersetzung von Peter Torberg, Diogenes, 2020, ISBN 978-3-257-07140-5.
- Dandelion Wine. 1957.
  - Deutsch: Löwenzahnwein. Übersetzt von Alexander Schmitz. Diogenes (detebe #21045), 1983, ISBN 3-257-21045-0.
- Something Wicked This Way Comes. 1962.
  - Deutsch: Das Böse kommt auf leisen Sohlen. Übersetzt von Norbert Wölfl. Marion von Schröder (Science Fiction & Fantastica), 1969, DNB 456171568.
- The Halloween Tree. 1972.
  - Deutsch: Halloween. Übersetzt von Dirk van Gunsteren. Diogenes, 1994, ISBN 3-257-06003-3.
- Death Is a Lonely Business. 1985.
  - Deutsch: Der Tod ist ein einsames Geschäft. Übersetzt von Jürgen Bauer. Diogenes, 1987, ISBN 3-257-01741-3.
- A Graveyard for Lunatics: Another Tale of Two Cities. 1988.
  - Deutsch: Friedhof für Verrückte. Übersetzt von Gerald Jung. Diogenes, Zürich 1992, ISBN 3-257-01913-0.
- Let’s All Kill Constance. 2003.
  - Deutsch: Bringen wir Constance um! Übersetzt von Joachim Körber. Ed. Phantasia (Phantasia-Paperback / Crime #4001), Bellheim 2006, ISBN 3-937897-12-7.

Sammlungen
- The Illustrated Man. 1951.
  - Deutsch: Der illustrierte Mann. Übersetzt von Peter Naujack. Diogenes, 1962, ISBN 978-3-257-00929-3.
- The Golden Apples of the Sun. 1953.
  - Deutsch: Geh’ nicht zu Fuß durch stille Straßen. Übersetzt von Margarete Bormann. Marion von Schröder (Science Fiction & Fantastica), 1970, DNB 456171541. Auch als: Die goldenen Äpfel der Sonne. Übersetzt von Margarete Bormann. Diogenes-Taschenbuch #20864, Zürich 1990, ISBN 3-257-20864-2.
- The October Country. 1955.
  - Deutsch: Familientreffen. Übersetzt von Jürgen Bauer and Alastair Ker. Diogenes (detebe #21415), 1986, ISBN 3-257-21415-4.
- A Medicine for Melancholy. 1958.
  - Deutsch: Medizin für Melancholie. Übersetzt von Margarete Bormann. Marion von Schröder (Science Fiction & Fantastica), 1969, DNB 456171533.
- The Machineries of Joy. 1964. (auch: Machineries of Joy. 1969)
  - Deutsch: Die Mechanismen der Freude. Übersetzt von Peter Naujack. Diogenes (detebe #21242), 1985, ISBN 3-257-21242-9.
- S Is for Space. 1966.
  - Deutsch: S is for Space: Meisterhafte Storys. Übersetzt von Oliver Plaschka. Knaur-Taschenbücher, 2017, ISBN 978-3-426-52073-4.
- I Sing the Body Electric! 1969.
  - Deutsch: Gesänge des Computers. Übersetzt von Thomas Schlück. Marion von Schröder, 1973, ISBN 3-547-71506-7.
- Long After Midnight. 1976.
  - Deutsch: Lange nach Mitternacht. Übersetzt von Tony Westermayr. Goldmann Science Fiction #23278, 1979, ISBN 3-442-23278-3.
- Dinosaur Tales. 1983.
  - Deutsch: Saurier-Geschichten: Ein romantisches Lesevergnügen; von weltbekannten Zeichnern illustriert. Übersetzt von Andrea Kamphuis und Fredy Köpsell. Bastei-Verlag Lübbe (Bastei-Lübbe-Taschenbuch #13538), Bergisch Gladbach 1993, ISBN 3-404-13538-5.
- A Memory of Murder. 1984.
  - Deutsch: Der Tod kommt schnell in Mexico. Übersetzt von Walle Bengs. Diogenes-Taschenbuch #21641, Zürich 1988, ISBN 3-257-21641-6.
- The Toynbee Convector. 1988.
  - Deutsch: Die Laurel-&-Hardy-Liebesgeschichte und andere Erzählungen. Übersetzt von Otto Bayer. Diogenes, Zürich 1990, ISBN 3-257-01839-8.
- Quicker Than the Eye. 1996.
  - Deutsch: Schneller als das Auge. Übersetzt von Hans-Christian Oeser. Diogenes, 2006, ISBN 3-257-06514-0.
- Driving Blind. 1997.
  - Deutsch: Geisterfahrt. Diogenes, 2000, ISBN 3-257-06234-6.
- The Cat’s Pajamas. 2004.
  - Deutsch: Der Katzenpyjama. Übersetzt von Frauke Czwikla. Edition Phantasia (Phantasia Paperback Science Fiction #1002), 2005, ISBN 3-937897-09-7.

Deutsche Zusammenstellungen:
- Die goldenen Äpfel der Sonne. Volk und Welt #675, 1990, ISBN 3-353-00675-3.
- Space Opera. Diogenes, 2008, ISBN 978-3-257-06650-0 (3 Bände in Kassette).
- Das Weihnachtsgeschenk und andere Weihnachtsgeschichten. Ausgewählt von Daniel Keel und Daniel Kampa. Diogenes-Taschenbuch #23688, 2008, ISBN 978-3-257-23688-0.

## Verfilmungen
- Panik in New York (The Beast from 20 000 Fathoms) (USA, 1953) nach der Erzählung „The Fog Horn“, unter der Regie von Eugène Lourié, mit Paul Hubschmid, Paula Raymond, Kenneth Tobey u. a.
- Gefahr aus dem Weltall (It Came from Outer Space) (USA, 1953) nach der Erzählung „The Meteor“, unter der Regie von Jack Arnold, mit Richard Carlson, Barbara Rush u. a.
- Moby Dick (USA, 1956), Drehbuch von Bradbury nach dem gleichnamigen Roman von Herman Melville, unter der Regie von John Huston, mit Gregory Peck, Richard Basehart u. a.
- Icarus Montgolfier Wright (USA, 1962), Kurzfilm
- Fahrenheit 451 (GB, 1966), unter der Regie von François Truffaut, mit Oskar Werner, Julie Christie, Cyril Cusack u. a.
- Der Tätowierte (The Illustrated Man) (USA, 1969), unter der Regie von Jack Smight, mit Rod Steiger, Claire Bloom, Robert Drivas u. a.
- Die Reise zum Mars 1. + 2. Teil (The Martian Chronicles) (USA 1980), unter der Regie von Michael Anderson, mit Rock Hudson u. a.
- Das Böse kommt auf leisen Sohlen (Something Wicked This Way Comes) (USA, 1983), unter der Regie von Jack Clayton, mit Jason Robards, Jonathan Pryce, Diane Ladd u. a.
- Bradburys Gruselkabinett (The Ray Bradbury Theater) (USA/Kanada 1985–1992), Fernsehserie in 65 Episoden, die auf Kurzgeschichten von Ray Bradbury beruhen, der auch als Drehbuchautor fungierte.
- Kopfüber in die Geisterstunde (The Halloween Tree) (USA, 1993), Drehbuch zu einem Zeichentrickspezial der Simpsons-Serie
- Ein Anzug für jede Gelegenheit (The Wonderful Ice Cream Suit) (USA, 1998), unter der Regie von Stuart Gordon, mit Joe Mantegna, Esai Morales u. a.
- A Sound of Thunder (USA/D/GB/CZ, 2005), unter der Regie von Peter Hyams, mit Edward Burns, Catherine McCormack u. a.
- Ray Bradbury’s Chrysalis (USA, 2008) unter der Regie von Tony Báez Milán, mit John Klemantaski, Darren Kendrick und Glen Vaughan
- Fahrenheit 451 (USA, 2018), unter der Regie von Ramin Bahrani, mit Michael B. Jordan, Michael Shannon, Sofia Boutella u. a.

## Denkmal
Am 22. August 2019 wurde vor der Waukegan Public Library anlässlich von Bradburys 99. Geburtstag die von dem Metallbildhauer Zachary Oxman (* 1968) geschaffene Skulptur Fantastical Traveler aufgestellt. Sie ist 3,5 Meter hoch, aus Metall und zeigt einen jugendlichen Bradbury auf einer skelettierten Rakete reitend, in der linken Hand ein Buch schwingend. Die 125.000 Dollar teure Statue wurde durch Spenden finanziert. Die Namen der Spender, die mehr als 500,00 Dollar aufbrachten, wurden auf dem Denkmal eingraviert.

## Dokumentation
- Omnibus: „Ray Bradbury – The Illustrated Man“, Regie: David Wheatley, GB 1980, dt. Titel: Das Böse kommt auf leisen Sohlen, ausgestrahlt auf NDR am 24. Juli 1986.

## Sonstiges
- Als Würdigung seiner Werke, die sich mit dem Mars befassen, hat die NASA der Landestelle des Mars Science Laboratory den Namen „Bradbury Landing“ gegeben.[6]
- Ihm zu Ehren wurde sowohl in der Star Trek TNG-Episode „Die Damen Troi“ (Staffel 3, Folge 24) als auch im Kinofilm Star Trek Into Darkness ein fiktives Sternenflottenraumschiff nach ihm benannt.
- Nach Bradburys Ableben brachte ein Google-Mitarbeiter bei der Standardisierungsorganisation IETF offiziell den Vorschlag ein, in Gedenken an seinen Roman 'Fahrenheit 451', in dem der Besitz von Büchern unter Strafe steht, einen eigenen HTTP-Code für Websites einzuführen, die der Zensur zum Opfer fielen und nicht angezeigt werden dürfen: Error 451.[7]
- Das Haus in Los Angeles, in dem Bradbury von 1958 bis zu seinem Tod gelebt und den größten Teil seines Werks verfasst hatte, wurde 2014 für 1,7 Millionen Dollar von dem prominenten Architekten Thom Mayne und seiner Frau erworben und anschließend abgerissen, da das Ehepaar auf dem Grundstück ein neues Wohnhaus für sich errichten wollte. Obwohl das Center for Ray Bradbury Studies dem Abriss zugestimmt und die Familie keine Einwände erhoben hatte, provozierte Maynes Vorgehen empörte Reaktionen. Mayne zeigte sich von der öffentlichen Kritik am Abriss überrascht und erklärte, zu Ehren Bradburys solle die neue Umfassungsmauer des Grundstücks die Titel seiner Werke tragen.[8][9]